# Conistra
Conistra là một chi bướm đêm thuộc họ Noctuidae. Có ba phân chi, Orrhodiella, Dasycampa và Peperina.

## Các loài
- Conistra acutula (Staudinger, 1891)
- Conistra albipuncta (Leech, 1889)
- Conistra alicia Lajonquiére, 1939
- Conistra anonyma Hreblay & Ronkay, 1998
- Conistra ardescens (Butler, 1879)
- Conistra ardescentina Hreblay & Ronkay, 1998
- Conistra asiatica Pinker, 1980
- Conistra aulombardi Hreblay, 1992
- Conistra castaneofasciata (Motschulsky, 1860)
- Conistra chaijami Hacker & Weigert, 1986
- Conistra daubei (Duponchel, [1839])
- Conistra dora Hreblay, 1992
- Conistra eriophora (Püngeler, 1901)
- Conistra erythrocephala – Red-Headed Chestnut (Denis & Schiffermüller, 1775)
- Conistra filipjevi Kononenko, 1978
- Conistra fletcheri Sugi, 1958
- Conistra gabori Hreblay, 1992
- Conistra gallica (Lederer, 1857)
- Conistra grisescens Draudt, 1950
- Conistra intricata (Boisduval, 1829)
- Conistra kasyi Boursin, 1963
- Conistra ligula – Dark Chestnut (Esper, 1791)
- Conistra metallica Hreblay & Ronkay, 1998
- Conistra metria Boursin, 1940
- Conistra nawae Matsumura, 1926
- Conistra plantei Rungs, 1972
- Conistra politina (Staudinger, 1888)
- Conistra ragusae (Failla-Tedaldi, 1890)
- Conistra rubiginea – Dotted Chestnut (Denis & Schiffermüller, 1775)
- Conistra rubiginosa – Black-Spot Chestnut (Scopoli, 1763)
- Conistra rubricans Fibiger, 1997
- Conistra staudingeri (Graslin, 1863)
- Conistra takasago Kishida & Yoshimoto, 1979
- Conistra torrida (Lederer, 1857)
- Conistra vaccinii – Chestnut (Linnaeus, 1761)
- Conistra veronicae (Hübner, [1813])

## Hình ảnh

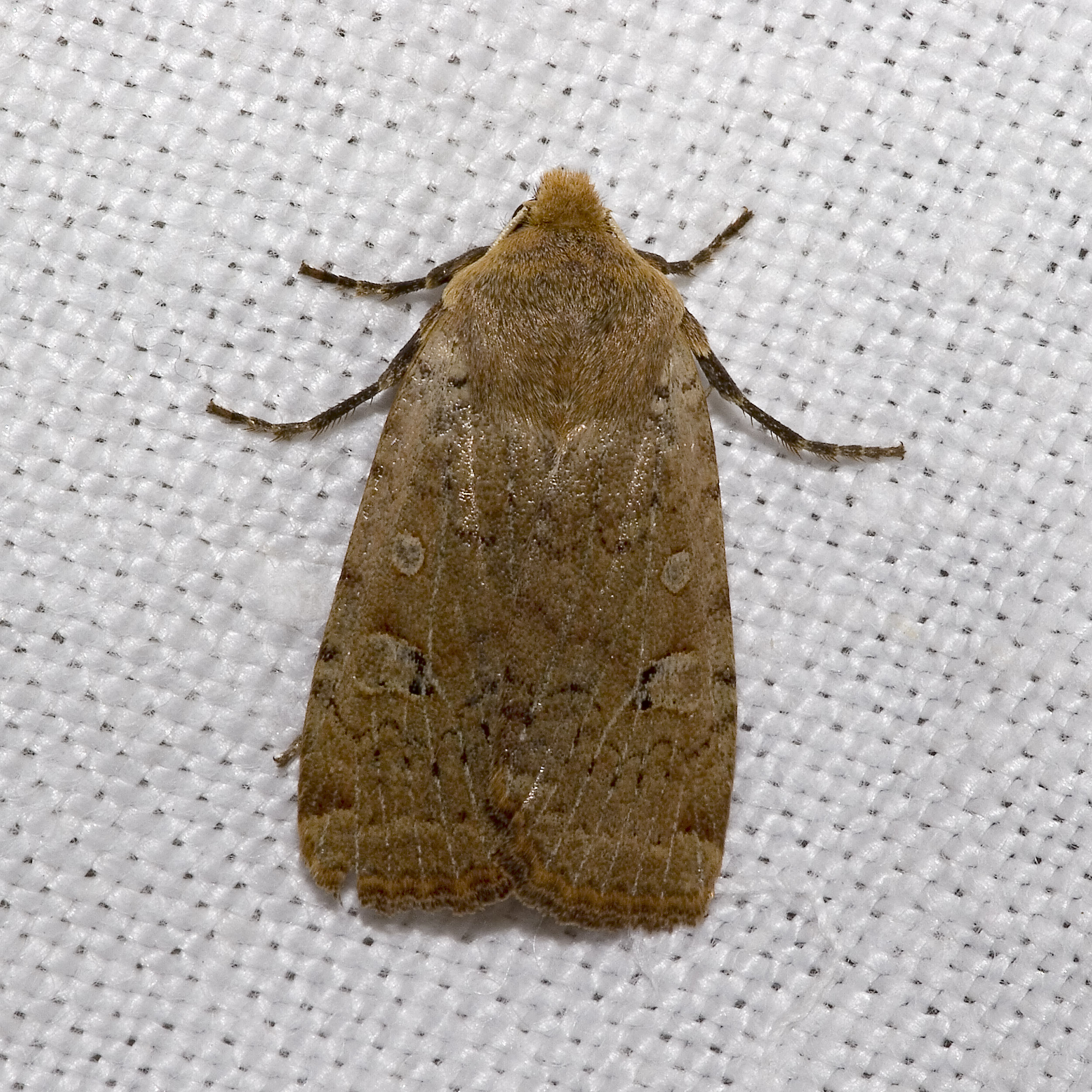
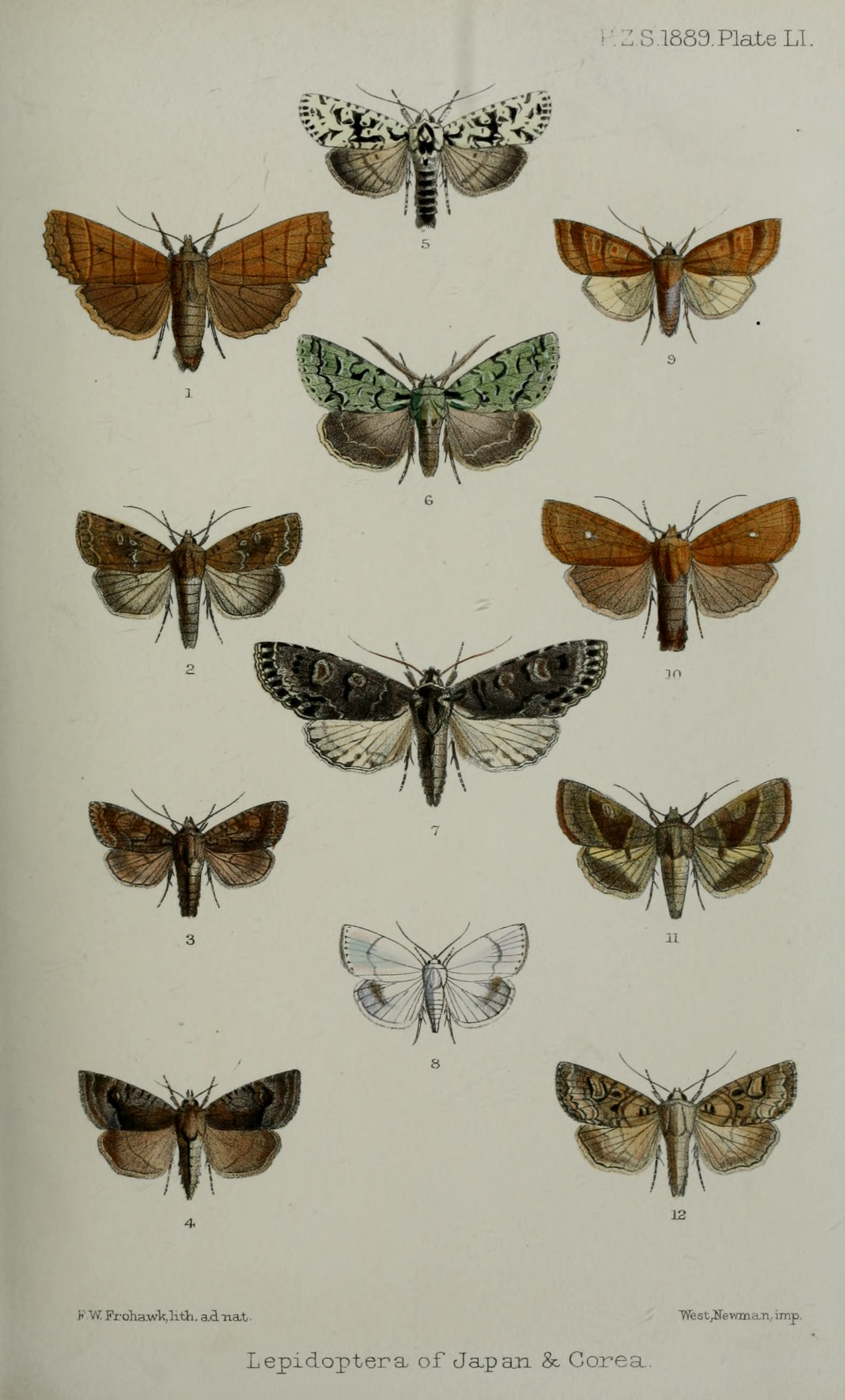